# Pleocryptospora bambusae
Pleocryptospora bambusae är en svampart som först beskrevs av Speg., och fick sitt nu gällande namn av J. Reid & C. Booth 1969. Pleocryptospora bambusae ingår i släktet Pleocryptospora, ordningen Diaporthales, klassen Sordariomycetes, divisionen sporsäcksvampar och riket svampar.   Inga underarter finns listade i Catalogue of Life.